# شاوارش میساکیان
شاوارش میساکیان (به ارمنی:  Շաւարշ Միսաքեան)(زادهٔ ۱۸۸۴) روزنامه‌نگار و روشنفکر ارمنی بود که برای تأسیس و رهبری روزنامه ارمنی هاراج در پاریس از ۱۹۲۵ تا ۱۹۵۷ شناخته می‌شود.

## زندگی‌نامه

### دوران امپراتوری عثمانی

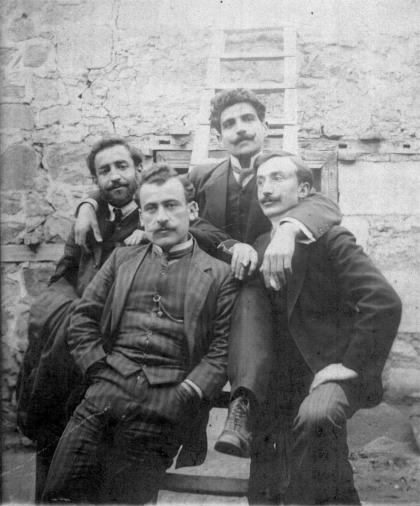
شاوارش میساکیان (مرکز)، ۲۶ نوامبر ۱۹۱۱ در ارزروم.

شاوارش میساکیان در سال ۱۸۸۴ در زمارا، نزدیک به سیواس، در استان ارمنی‌نشین امپراتوری عثمانی به دنیا آمد. او در استانبول بزرگ شد و در دبیرستان ارمنی گتروناغان تحصیل کرد و حرفه روزنامه‌نگاری خود را از ۱۶ سالگی آغاز کرد. او کار خود را به‌عنوان روزنامه‌نگار چندمنظوره و ستون‌نویس برای روزنامه ارمنی سورهنک آغاز کرد و آثار انقلابی منتشر می‌کرد و در روزنامه‌های داشناک مانند «دروشاک» و «رازمیگ» کار می‌کرد.
در سال ۱۹۰۸، پس از انقلاب ترک‌های جوان، او هفته‌نامه ادبی آزتاگ را در استانبول تأسیس کرد و کتابخانه اردزیو را راه‌اندازی نمود. او عضو کمیته ویشاپ از فدراسیون انقلابی ارمنی (ARF) بود. در سال ۱۹۱۱، به ارزروم (گارین) رفت تا جایگزین ستون‌نویس کشته‌شده یهیچه توپجیان در روزنامه داشناک «هاراج» شود و به همراه محافظان مسلح به سرپرستی استپان زوریان به مناطق موش و ساسون سفر کرد.
میساکیان از دستگیری روشنفکران ارمنی در استانبول در تاریخ ۲۴ آوریل ۱۹۱۵ فرار کرد و پنهانی زندگی می‌کرد. در این مدت، او اطلاعاتی در مورد جنایات صورت‌گرفته علیه ارمنی‌ها به روزنامه «هایاستان» در صوفیه ارسال کرد و ماهیت منحصر به فرد نسل‌کشی را شناسایی کرد. مکان او توسط یک جاسوس بلغاری لو رفت و در تاریخ ۲۶ مارس ۱۹۱۶ دستگیر شد و تحت بازجویی و شکنجه قرار گرفت. او به اعدام محکوم شد، اما حکم او به پنج سال حبس تعزیری کاهش یافت و پس از آتش‌بس مودروس آزاد شد.
پس از جنگ، او به‌عنوان سردبیر روزنامه استانبول «جاکادامارد»، روزنامه فدراسیون انقلابی ارمنی (ای‌آراف)، منصوب شد. در سال ۱۹۱۹، او در نهمین کنگره ای‌آراف در ایروان شرکت کرد و به عضویت در پارلمان جمهوری اول ارمنستان انتخاب شد.

### تبعید به فرانسه
در نوامبر ۱۹۲۲، شاوارش میساکیان مجبور به تبعید به صوفیه شد، جایی که در آنجا با تیروهی آزاریان (۱۸۹۱–۱۹۶۴)، معلمی از دورتویول در سال ۱۹۱۳ ازدواج کرد. در نوامبر ۱۹۲۴، فدراسیون انقلابی ارمنی او را به پاریس فرستاد تا انجمن جامعه ارمنی تازه تأسیس‌شده را تقویت کند و در دهمین کنگره ای‌آراف (نوامبر ۱۹۲۴ - ژانویه ۱۹۲۵) شرکت کند. در طول برگزاری کنگره، او به ریاست دفتر ای‌آراف انتخاب شد، سمتی که تا سال ۱۹۳۳ در آن باقی ماند. او همچنین در اواخر دهه ۱۹۲۰ با روزنامه «تروشاهک» در پاریس همکاری کرد.
کمی بعد، در تاریخ ۱ اوت ۱۹۲۵، او روزنامه ارمنی‌زبان «هاراج» را تأسیس کرد. این روزنامه بدون وقفه تا زمان اشغال منتشر شد. میساکیان که یک سوسیالیست متعهد بود، به‌طور داوطلبانه انتشار آن را به‌دلیل مخالفت با نازیسم متوقف کرد و پس از آزادی فرانسه دوباره انتشار آن را از سر گرفت. همسر او تحت نام‌های مستعار سوسی یا نوجی با او همکاری می‌کرد. در سال‌های ۱۹۴۲–۱۹۴۳، او مجله مخفی هیگاچن (۲ شماره) را منتشر کرد و پس از آن مجله آرازانی (۳ شماره) را در سال‌های ۱۹۴۴–۱۹۴۵ منتشر ساخت.
در سال ۱۹۴۵، میساکیان با تأسیس «نور سروند» جوانان ارمنی فرانسه را سازماندهی کرد و به آن‌ها روزنامه‌ای به نام هایاستان ارائه داد که همچنان به انتشار خود ادامه می‌دهد. پس از جنگ جهانی دوم و در زمانی که شوروی مهاجرت ارمنی‌ها دیاسپورا به ارمنستان شوروی را برای جبران خسارات جنگی تشویق می‌کرد، میساکیان تلاش کرد تا از مهاجران احتمالی جلوگیری کند و آن‌ها را از مشکلات احتمالی آگاه کند، او با استعاره‌ای به آن‌ها توصیه کرد که «رز با خارها را بپذیرند».
شاوارش میساکیان رهبری روزنامه «هاراج» را تا زمان مرگ خود بر عهده داشت و پس از او دخترش آرپیک میساکیان جانشین او شد. او در تاریخ ۲۶ ژانویه ۱۹۵۷ در نیویلی-سور-سن درگذشت و در تاریخ ۳۱ ژانویه ۱۹۵۷ در گورستان پرلاشز دفن شد.

## آثار
- Օրեր եւ ժամեր [Jours et heures] (به ارمنی). پاریس. ۱۹۵۸. «روزها و ساعت‌ها»[۸]
- Face à l'innommable: avril 1915 «رو در روی غیرقابل وصف: آوریل ۱۹۱۵» (ترجمه شده توسط آرپیک میساکیان), مارسی، انتشارات پرنتز، مجموعه «دیاسپورال»، ۲۰۱۵، ۱۴۴ صفحه (شابک ۹۷۸-۲-۸۶۳۶۴-۲۹۹-۳)
- Մեծ Եղեռնի առաջին վաւերագրողը «اولین شاهد بزرگ نسل‌کشی»، آنتلیاس، انتشارات کاتولیکوسات ارمنی سیلیسی، ۲۰۱۷، ۴۸۳ صفحه (شابک ۹۷۸–۹۹۵۳۰۳۹۶۹۵)